# Pleospora welwitschiae
Pleospora welwitschiae är en svampart som beskrevs av Crivelli 1983. Pleospora welwitschiae ingår i släktet Pleospora och familjen Pleosporaceae.   Inga underarter finns listade i Catalogue of Life.